# Pouls paradoxal

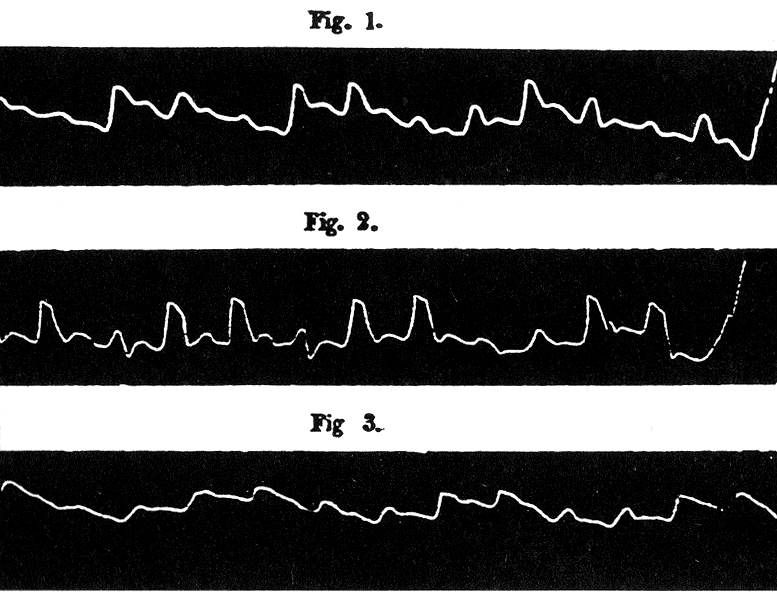
Pouls paradoxal de Kussmaul

Un pouls paradoxal est un pouls perçu anormalement plus faiblement lors de l'inspiration car cette dernière entraîne une baisse modérée de la pression artérielle. Certains auteurs proposent une diminution d'au moins 10 mmHg de la pression artérielle systolique lors de l'inspiration.
Chez un sujet normal, en inspiration, la négativation des pressions intrathoraciques favorise le retour veineux vers les cavités droites qui augmentent de volume, déviant le septum vers le ventricule gauche (VG) qui diminue discrètement de taille, sans conséquence  fonctionnelle, la diminution donc de la pression systolique durant l'inspiration est toujours observable, avec une variation de degré qui définit le pouls paradoxal. De ce fait, le pouls paradoxal n'a rien de "paradoxal" mais n'est qu'une exagération d'un effet observé chez le sujet normal.
En cas de tamponnade par exemple, en inspiration, l'augmentation du retour veineux dilate les cavités droites qui vont alors comprimer le ventricule gauche. Le VG se retrouve donc comprimé à la fois par les cavités droites et par l'épanchement péricardique (le cœur étant dans une gaine non expansive à l'infini). La compression du VG va se traduire par une diminution de la précharge et donc du volume d'éjection systolique, ce qui est à l'origine d'une chute de la pression artérielle systémique : c'est le pouls paradoxal.
Cette variation anormale d'un phénomène physiologique est habituellement imperceptible chez le sujet normal. Quand il est présent, il est considéré comme un signe clinique orientant vers une péricardite, une tamponnade, une crise d'asthme, une exacerbation sévère de bronchopneumopathie chronique obstructive, un pneumothorax compliqué de tamponnade gazeuse (signe de gravité). Dans la tamponnade cardiaque, il peut atteindre 50 mmHg.
Il a été décrit la première fois par Adolf Kussmaul en 1873.

## Étiologie
- Pneumothorax compressif
- Asthme aigu grave
- Tamponnade cardiaque
- Exacerbation d'une pneumopathie chronique obstructive